# بوسي بيرسون
بوسي بيرسون هو سياسي سويدي، ولد في 25 سبتمبر 1941، وتوفي في 9 يونيو 2014.